# Bruno Meyermann
Bruno Meyermann (* 7. Dezember 1876 in Straßburg; † 12. April 1963 in Göttingen) war ein deutscher Astronom und langjähriger Professor an der Sternwarte Göttingen. Er war Hauptbearbeiter der Göttinger Aktinometrie, des damals weltweit umfangreichsten Helligkeitskatalogs von 3.500 Sternen. Weitere Schwerpunkte neben 30 Jahren akademischer Lehre waren Die Sonne, Doppelsterne und die Struktur von Spiralnebeln.

## Leben
Meyermann wurde am 7. Dezember 1876 als Sohn eines Verwaltungsbeamten in Straßburg geboren. Ab 1895 studierte er Astronomie in Göttingen – und im
Sommersemester 1899 in Heidelberg – und schloss sein Studium 1902 mit einer Promotion über den veränderlichen Stern Delta Cephei bei Karl Schwarzschild ab. Während seines Studiums wurde er Mitglied des „Studenten-Gesangvereins der Georgia Augusta“ (heute StMV Blaue Sänger). 1906 ging er als Assistent an das Marine-Observatorium in Wilhelmshaven und folgte 1909 einem Ruf, im deutschen Militär- und Handelsstützpunkt Tsingtau (Qingdao) die wissenschaftliche Leitung der 1898 von der Kaiserlichen Marine gegründete Meteorologisch-Astronomische Station zu übernehmen, für die bis dahin der Adjutant des Gouverneurs zuständig gewesen war. 
Bis zum November 1914 war Meyermann Direktor der Sternwarte in Tsingtau. Die Einrichtung war ab dem 9. Januar 1912 in einem nach Plänen von Johann Heinrich Friedrich Schubart (1878–1955) neuerbauten vierstöckigen Gebäude untergebracht und mit modernen Instrumenten ausgestattet, darunter Apparate zur Messung des Erdmagnetismus und ein Seismograf. Die regelmäßige wissenschaftliche Tätigkeit bestand in meteorologischen und Gezeiten-Beobachtungen, Wettervorhersagen für die Nautik, seismografische und erdmagnetische Messungen, sowie astronomischen und weiteren Geophysikalischen Beobachtungen. Bruno Meyermann hatte mehrere chinesische Mitarbeiter, darunter zwei Assistenten und zwei Kalkulatoren. Das Observatorium hatte auch für die Schifffahrt eine wichtige Funktion. Es versorgte die Navigatoren mit Wettermeldungen, Gezeitenberechnungen, Informationen über erdmagnetische Störungen usw. Meyermann war zugleich Dozent an der Deutsch-Chinesischen Hochschule in Tsingtau. 
Nach der Eroberung Tsingtaus im Ersten Weltkrieg war Meyermann fünf Jahre lang Kriegsgefangener des Japanischen Kaiserreichs: Seit November 1914 im Lager von Kumamoto, ab Juni 1915 im Lager von Kurume und ab August 1918 im Lager Bando. 
Nach seiner Entlassung im Dezember 1919 erhielt er eine Berufung ans Hamburger hydrografische Institut, die er aber ablehnte. Er ging als Observator an die Universitäts-Sternwarte Göttingen, habilitierte sich dort 1922 und hielt – auch weit über seine Pensionierung 1942 hinaus – Vorlesungen, Praktika und Feldübungen. Meyermanns vielfältige astronomische Arbeiten umfassten die Entwicklung astronomischer Instrumente, die Berechnung von Planetoiden- und Kometenbahnen, fotografische Fotometrie von Sternen (Göttinger Aktinometrie), das Studium von Doppelsternen, der Sonne und der Erdrotation.
Zu Meyermanns Persönlichkeit erwähnt Heinrich Voigt im Nachruf der Astronomischen Nachrichten (1963) u. a. besonders seine Aufrichtigkeit, den gütigen Humor und eine Fülle von Anekdoten aus seinen 40 Jahren in Göttingen, sowie seine wichtigsten 40 Publikationen. Er war Mitglied der Göttinger Freimaurerloge Augusta zum goldenen Zirkel.
Ihm zu Ehren erhielt der 1939 von Karl Wilhelm Reinmuth entdeckte Asteroid 1739 den Namen Meyermann.